# Prunet-et-Belpuig
Prunet-et-Belpuig är en kommun i departementet Pyrénées-Orientales i regionen Occitanien i södra Frankrike. Kommunen ligger i kantonen Vinça som tillhör arrondissementet Prades. År 2022 hade Prunet-et-Belpuig 45 invånare.

## Befolkningsutveckling
Antalet invånare i kommunen Prunet-et-Belpuig
| Referens: INSEE |